# Пиріламп
Пиріламп (*Πυριλάμπης, після 480 до н. е. — до 413 до н. е.) — давньогрецький державний діяч Афінського полісу.

## Життєпис
Походив з аристократичного роду Кодридів. Був доволі заможною і відомою особою. Він брав участь у мирних переговорах з Персією, можливо, був супутником очільника посольства Каллія під час укладення мирного договору 449 року до н. е. З Персії він привіз павичів, яких успішно розводив і про яких говорили в Афінах. Ця традиція започаткована Грецією, а потім запозичена була у Римі. Наприкінці 440-х років він одружився. В цьому шлюбі мав сина Демоса, що був відомий своєю красою.
Плутарх розглядав його як «друга» (гейтера) Перикла в 430-ті роки до н. е. Пиріламп разом з сином неодноразово їздив до Персії та іонічних міст у складі афінських посольств і, очевидно, дуже побоювався втратити своє високе становище. Побоювався настільки, що посилав павичів у подарунок гетерам, що були близькі з Периклом.
Пиріламп зміг передати свою посаду посланця Демосу, який, як відомо, продовжував розводити павичів і отримав під час дипломатичної місії, золоту чашу в подарунок від перського царя.
Ймовірно брав участь у основних битвах початку Пелопоннеської війни. 424 року до н. е. Пирілампа було поранено у битві при Делії, де афіняни зазнали поразки від військ Беотійського союзу.
До 423 року до н. е. овдовів і 423 році до н. е. одружився зі своєю небогою по сестрі Перикліді (матері Платона), від якої мав син Антифона, що уславився розведенням коней. Сестра Пирілампа була дружиною Главкона, батька Перикліди. Помер Пиріламп до 413 року до н. е.